# Jung Kyung-eun
Jung Kyung-eun (Hangul: 정경은; n. 20 març 1990) és una esportista sud-coreana que competeix en bàdminton en la categoria de dobles. Ella va competir en els Jocs Asiàtics de 2014.